# Archidiocèse orthodoxe antiochien des îles Britanniques et d'Irlande

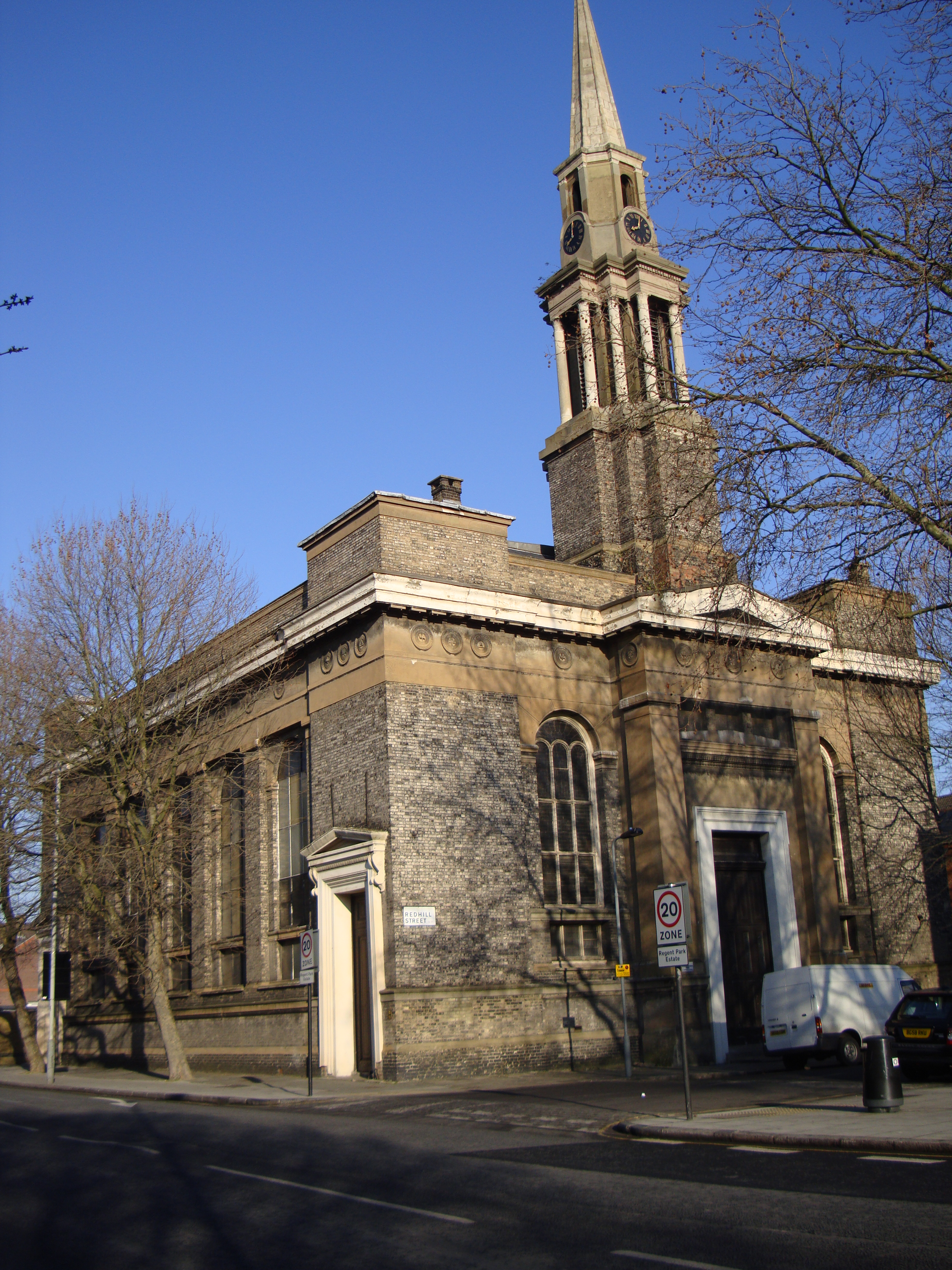
La cathédrale Saint-Georges de Londres.

L'archidiocèse orthodoxe antiochien des îles Britanniques et d'Irlande (en anglais : Antiochian Orthodox Christian Archdiocese of the British Isles and Ireland) est une circonscription de l'Église orthodoxe d'Antioche. Il a son siège à Londres.

## Historique
Dans les années 1980 et au début des années 1990, un groupe de paroisses anglicanes, peu satisfait des évolutions de l'Église d'Angleterre, décide de s'en séparer et de rejoindre l'Église orthodoxe. Lorsque la question se pose de savoir à quelle Église orthodoxe rattacher ce nouvel ensemble, le patriarche Ignace IV d'Antioche prend les devants et décide en 1995 d'agréger ce groupe à l'Église grecque-orthodoxe d'Antioche.
Un doyenné est créé pour ces paroisses britanniques. Il est placé sous l'autorité épiscopale du métropolite parisien Gabriel Saliby. Ce doyenné est érigé en archidiocèse en 2013 et devient l'archidiocèse orthodoxe antiochien des îles Britanniques et d'Irlande.
Le métropolite Silouane Oner est nommé à la tête de cet archidiocèse en août 2015, et intronisé le 28 novembre suivant,.